# Orbiniella aciculata
Orbiniella aciculata är en ringmaskart som beskrevs av Blake 1985. Orbiniella aciculata ingår i släktet Orbiniella och familjen Orbiniidae. Inga underarter finns listade i Catalogue of Life.